# Hooligan at the Seashore
Pour plus de détails, voir Fiche technique et Distribution.
Hooligan at the Seashore est un film muet américain réalisé par James Stuart Blackton et Albert E. Smith, sorti en 1901.

## Fiche technique
- Titre : Hooligan at the Seashore
- Réalisation : James Stuart Blackton et Albert E. Smith
- Scénario : Frederick Opper
- Photographie : Albert E. Smith
- Producteurs : James Stuart Blackton, Albert E. Smith
- Société de production : Edison Manufacturing Company
- Langue : film muet avec les intertitres en anglais
- Format : Noir et blanc — 35 mm — 1,33:1 — Muet
- Genre : Comédie
- Date de sortie :  États-Unis : juillet 1901

## Distribution
- James Stuart Blackton